# Emma Jackson
Emma Jackson (Brisbane, 20 de agosto de 1991) é uma triatleta profissional australiana. 

## Carreira

### Londres 2012
Emma Jackson disputou os Jogos de Londres 2012, terminando em 8º lugar com o tempo de 2:01:16. 